# Wolfgang Luy
Wolfgang Luy (* 1949 in Trier) ist ein deutscher Bildhauer.

## Leben und Werk
Wolfgang Luy wurde in Trier geboren. Er machte von 1966 bis 1969 eine Lehre als Fotograf und studierte dann bis 1974 Fotografie an der Fachhochschule Köln. Ein Studium an der Kunstakademie Düsseldorf bei Klaus Rinke schloss er 1980 ab. Zu Beginn der 1980er Jahre erarbeitete Wolfgang Luy raumbezogene Lattenkonstruktion und seit 1972 Wand- und Bodenskulpturen. Wolfgang Luy war ab 1989 Professor für Bildhauerei und Dreidimensionales Gestalten, ab 1996 bis 2000 Rektor/Präsident der Hochschule für Gestaltung Offenbach am Main.

## Ausstellungen (Auswahl)
- 1976: Museum Wiesbaden[3]
- 1981: erste Einzelausstellung in der Galerie Vor Ort, Hamburg
- 1986: XLII Biennale  di Venezia, Venedig
- 1987: documenta 8, Kassel
- 1987: Bogomir Ecker, Albert Hien,  Wolfgang Luy,  Reinhard Mucha,  Thomas Schütte, Museo Reina Sofía, Madrid
- 1987: Wolfgang Luy Mathildenhöhe, Darmstadt
- 1996: Artistes/Architectes, Kunstverein München, München
- 1997: Augenzeugen. Die Sammlung Hanck Museum Kunstpalast, Düsseldorf
- 2009: Rückkehr … Neuer Kunstverein Aschaffenburg[4]
- 2010: VIER5 – First Review Centre d'Art Contemporain Brétigny, Brétigny-sur-Orge
- 2015: Passagen. Kunst im öffentlichen Raum Hamburg seit 1981 – Kunsthaus Hamburg

## Auszeichnungen (Auswahl)
1979 bis 1980 Stipendium am MoMA PS1 New York; 1984 bis 1986 Karl-Schmidt-Rottluff-Stipendium; Stipendium der Kunstakademie Düsseldorf; Atelierstipendium New York City; Kunstfonds der Bundesrepublik Deutschland, Bonn; Philipp Morris-Kunstpreis, München